# Love Of My Life
『Love Of My Life』（ラヴ・オブ・マイ・ライフ）は、1995年7月28日に発売された今井美樹の9枚目のオリジナルアルバム。発売元はフォーライフ・レコード（現・フォーライフミュージックエンタテイメント）。

## 概要
帯コピー：今日の自分を愛して　あなたを愛するために
前作『A PLACE IN THE SUN』までの作詞・作曲家に加え、本作では菅野よう子が布袋寅泰と共にサウンドプロデュースを担当し、編曲、キーボード、ピアノで演奏で参加している。布袋作品以外の4曲は、歌手・作詞・作曲・編曲という主要スタッフが全員女性となり、この構成は今井の作品では最初で最後である。菅野は本作の発売後に開催された1995年のライブツアー「Thank You Love of My Life Tour」に於いても、音楽監督およびキーボード奏者にて参加した。
先行シングル「Ruby」とカップリング曲「Sunny Sunday」を含む全11曲が収録されている。初回プレス盤のみ三方背BOX仕様になっている。
上田知華は本作に提供した2曲からは長らく楽曲提供が途絶えていたが、2015年のアルバム『Colour』にて20年ぶりに楽曲を提供している。

## 収録曲

### CD
| #   | タイトル            | 作詞     | 作曲     | 編曲       | 時間 |
| --- | ------------------- | -------- | -------- | ---------- | ---- |
| 1.  | 「noctiluca」       | 今井美樹 | 布袋寅泰 | 布袋寅泰   | 6:25 |
| 2.  | 「Sunny Sunday」    | 今井美樹 | 布袋寅泰 | 布袋寅泰   | 6:17 |
| 3.  | 「友だち」          | 岩里祐穂 | 上田知華 | 菅野よう子 | 5:08 |
| 4.  | 「Daydream」        | 今井美樹 | 布袋寅泰 | 布袋寅泰   | 4:19 |
| 5.  | 「見つめていたい」  | 今井美樹 | 布袋寅泰 | 布袋寅泰   | 6:37 |
| 6.  | 「smells like you」 | 今井美樹 | 布袋寅泰 | 布袋寅泰   | 4:02 |
| 7.  | 「after all」       | 岩里祐穂 | 上田知華 | 菅野よう子 | 5:11 |
| 8.  | 「Ruby」            | 岩里祐穂 | 布袋寅泰 | 布袋寅泰   | 6:19 |
| 9.  | 「春の日」          | 今井美樹 | MAYUMI   | 菅野よう子 | 4:06 |
| 10. | 「Love Of My Life」 | 今井美樹 | 布袋寅泰 | 布袋寅泰   | 7:03 |
| 11. | 「Pray」            | 岩里祐穂 | 柿原朱美 | 菅野よう子 | 3:33 |

### 曲解説
1. noctiluca
2. Sunny Sunday
  - 11枚目のシングル「Ruby」のカップリング曲。関西セルラー電話のCMソング。
3. 友だち
  - 溝口肇がシンセサイザープログラミングで参加した。
4. Daydream
  - 小野リサがギター演奏で参加した。｢Thank You Love Of My Life Tour｣を収録したライヴ・アルバム『Thank you』にて本作収録曲中、本曲だけ収録されていない。
5. 見つめていたい
6. smells like you
  - 明治製菓 ″Meltykiss″ CMソング。
7. after all
8. Ruby
  - 同年7月12日に発売された11枚目のシングル表題曲。
9. 春の日
  - 2008年リリースのアルバム『I Love a Piano』において、武部聡志のピアノ伴奏による再録音版が収録された。
10. Love Of My Life
  - アルバムタイトル曲。
11. Pray

## 演奏
- 今井美樹
  - Vocal
  - Background Vocal (#3.5.11)
- 布袋寅泰
  - Guitar & Keyboards (#1.2.5.6.8.10)
  - Electric Guitar (#4)
  - Chopper Bass (#5)
  - Bass (#10)
  - Background Vocal (#2.5.10)
- 富樫春生
  - Electric Piano (#1)
  - Organ (#4)
  - Keyboards (#5)
- 梅崎俊春：Synthesizer Programming (#1.2.4.5.6.8.10)
- Lajuan Carter：Background Vocal (#2.10)
- 菅野よう子
  - Piano (#3.7.9.11)
  - Keyboards (#3.9.11)
  - Accordion (#9)
- 古川昌義
  - Acoustic Guitar (#3.9.11)
  - Flat Mandolin (#9)
- 土岐英史：Saxophone (#3)
- 溝口肇：Rhythm Programming (#3)
- 浦田恵司：Synthesizer Programming (#3.7.9.11)
- 富永邦彦：Operator (#3.7.9.11)
- 梯郁夫：Percussion (#3.9)
- Laura Seaton：Strings Contractor & 1st Violin (#3.11)
- 小野リサ：Acoustic Guitar (#4)
- 青山純：Drums (#4.10)
- 村田陽一：Trombone & Horn Arrangement (#5)
- 荒木敏男、西村浩二：Trumpet (#5)
- 山本拓夫、竹野昌邦：Saxophone (#5)
- 星野正：Bass Clarinet (#7)
- 根岸孝旨：Bass (#8)
- 古田たかし：Drums (#8)
- 山木秀夫：Drums (#9.11)
- 高水健司：Bass (#9.11)
- 今剛：Electric Guitar (#9)
- 三四朗：Saxophone (#10)
- 茂木英興：Rhythm Programming (#11)